# 荷兰裔苏里南人
荷兰裔苏里南人是居住在苏里南的荷兰后裔。
荷兰裔苏里南人自19世纪便开始向当时的荷属圭亚那移民，多数是来自海尔德兰省和格罗宁根省的农民，苏里南欧非混血的克里奥人就有不少是荷兰移民的后代。很多定居苏里南的荷兰人在1975年苏里南独立后选择离开该国，造成了荷兰裔人数的下降。